# Олеша (Чортківський район)
Оле́ша — село в Україні, у Монастириській міській громаді Чортківського району Тернопільської області. Розташоване на заході району. Центр Олешівської  сільської ради, якій було підпорядковане село Савелівка (до 2020 року). До 1951 поблизу Олеші був хутір Захарівка, виключений із облікових даних у зв'язку з переселенням жителів.
Населення — 363 особи (2001).

## Історія

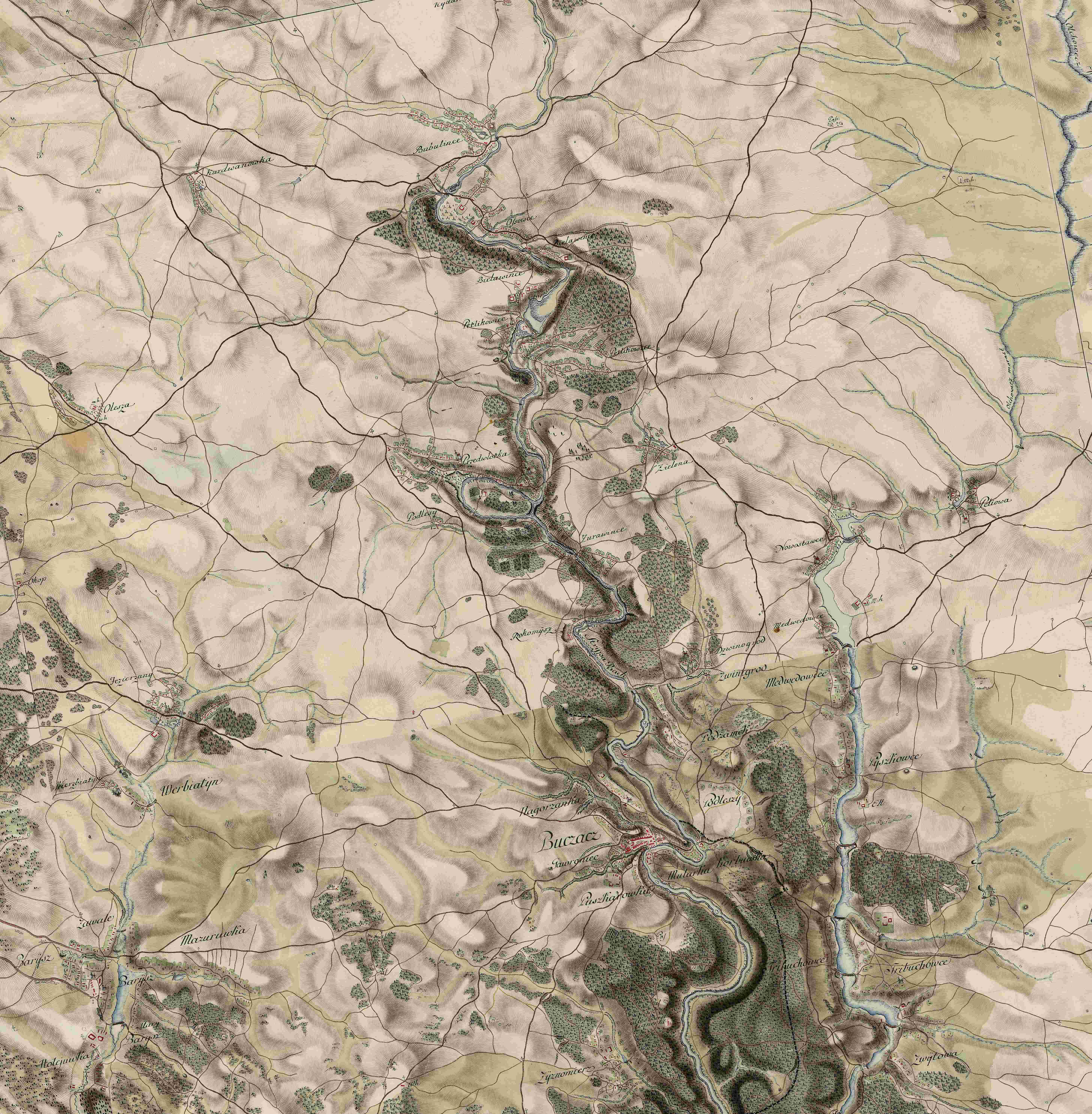
Олеша на мапі фон Міґа, XVIII ст.

Поблизу Олеші виявлено археологічні пам'ятки давньоруської культури.
Згадується село 7 травня 1438 року в книгах галицького суду.
Перша писемна згадка — 1448.
У податковому реєстрі 1515 року в селі Holyesze документується піп (отже, уже тоді була церква) і 4 лани (близько 100 га) оброблюваної землі та ще 2 лани тимчасово вільної.
Діяли «Просвіта» й інші українські товариства.
Протягом 1962–1966 село належало до Бучацького району. 
12 червня 2020 року, відповідно до розпорядження Кабінету Міністрів України № 724-р «Про визначення адміністративних центрів та затвердження територій територіальних громад Тернопільської області» увійшло до складу Монастириської міської громади.
19 липня 2020 року, в результаті адміністративно-територіальної реформи та ліквідації Монастириського району, село увійшло до складу Чортківського району.

## Населення

### Мова
Розподіл населення за рідною мовою за даними перепису 2001 року:
| Мова       | Кількість | Відсоток |
| ---------- | --------- | -------- |
| українська | 362       | 99.72%   |
| російська  | 1         | 0.28%    |
| Усього     | 363       | 100%     |

## Політика

### Парламентські вибори, 2019
На позачергових парламентських виборах 2019 року у селі функціонувала окрема виборча дільниця № 610685, розташована у приміщенні клубу.
Результати
- зареєстровано 245 виборців, явка 58,78%, найбільше голосів віддано за «Слугу народу» — 31,94%, за Всеукраїнське об'єднання «Батьківщина» — 20,83%, за Всеукраїнське об'єднання «Свобода» — 14,58%.[6] В одномандатному окрузі найбільше голосів отримала Алла Стечишин (самовисування) — 33,57%, за Миколу Люшняка (самовисування) — 23,57%, за Ігоря Сопеля (Слуга народу) — 18,57%[7].

## Пам'ятки
- церква святого Архістратига Михаїла (1800, мурована, відбудована 1926),
- «фігура» Божої Матері.

Споруджено пам'ятник воїнам-односельцям, полеглим у німецько-радянській війні (1985), насипана символічна могила УСС (1991).

## Соціальна сфера
Працюють ЗОШ 1-2 ступ., клуб, бібліотека, ФАП, ПАП «Нива».

## Галерея

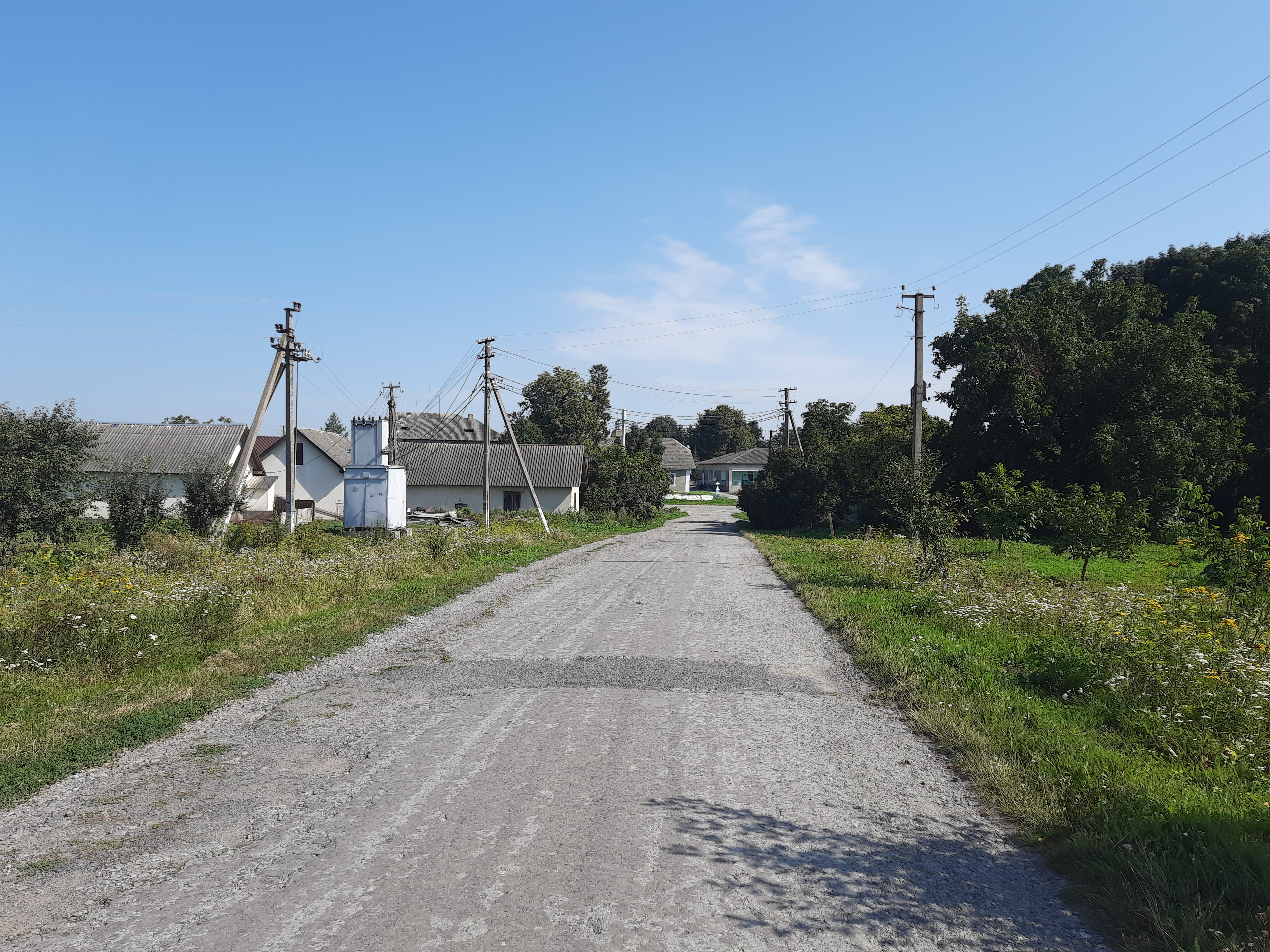
В'їзд у село
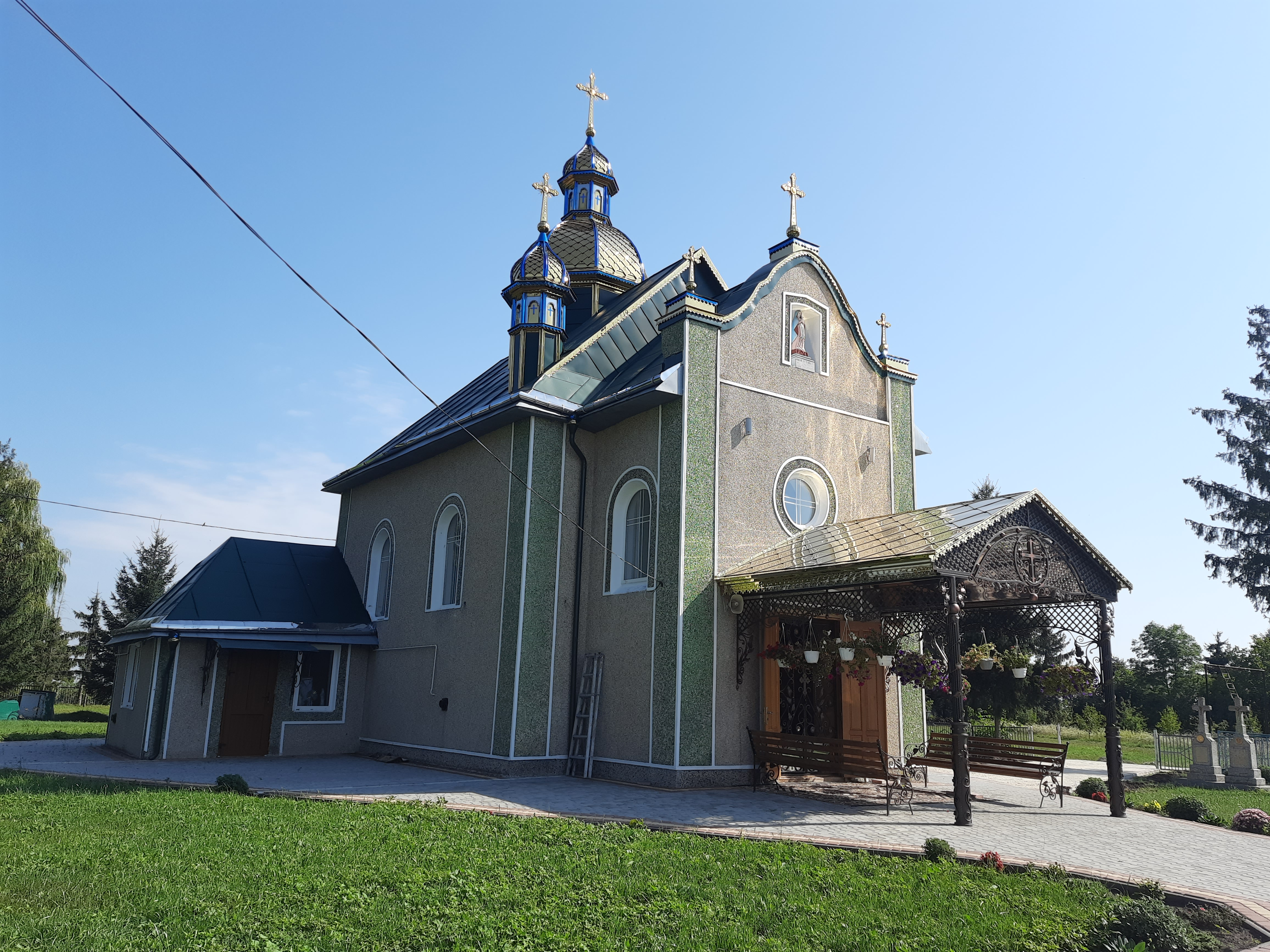
Церква Святого Архістратига Михаїла
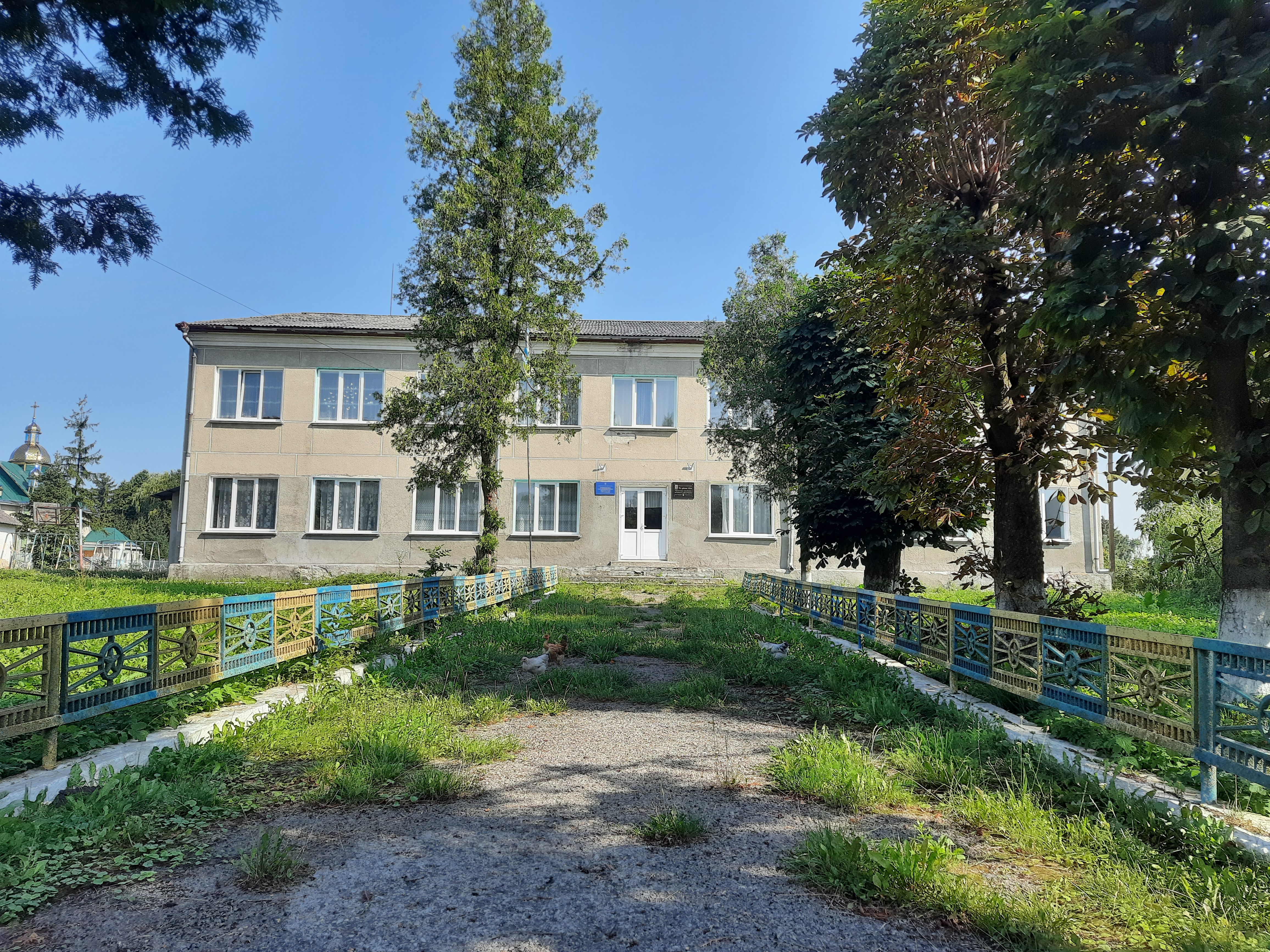
Школа
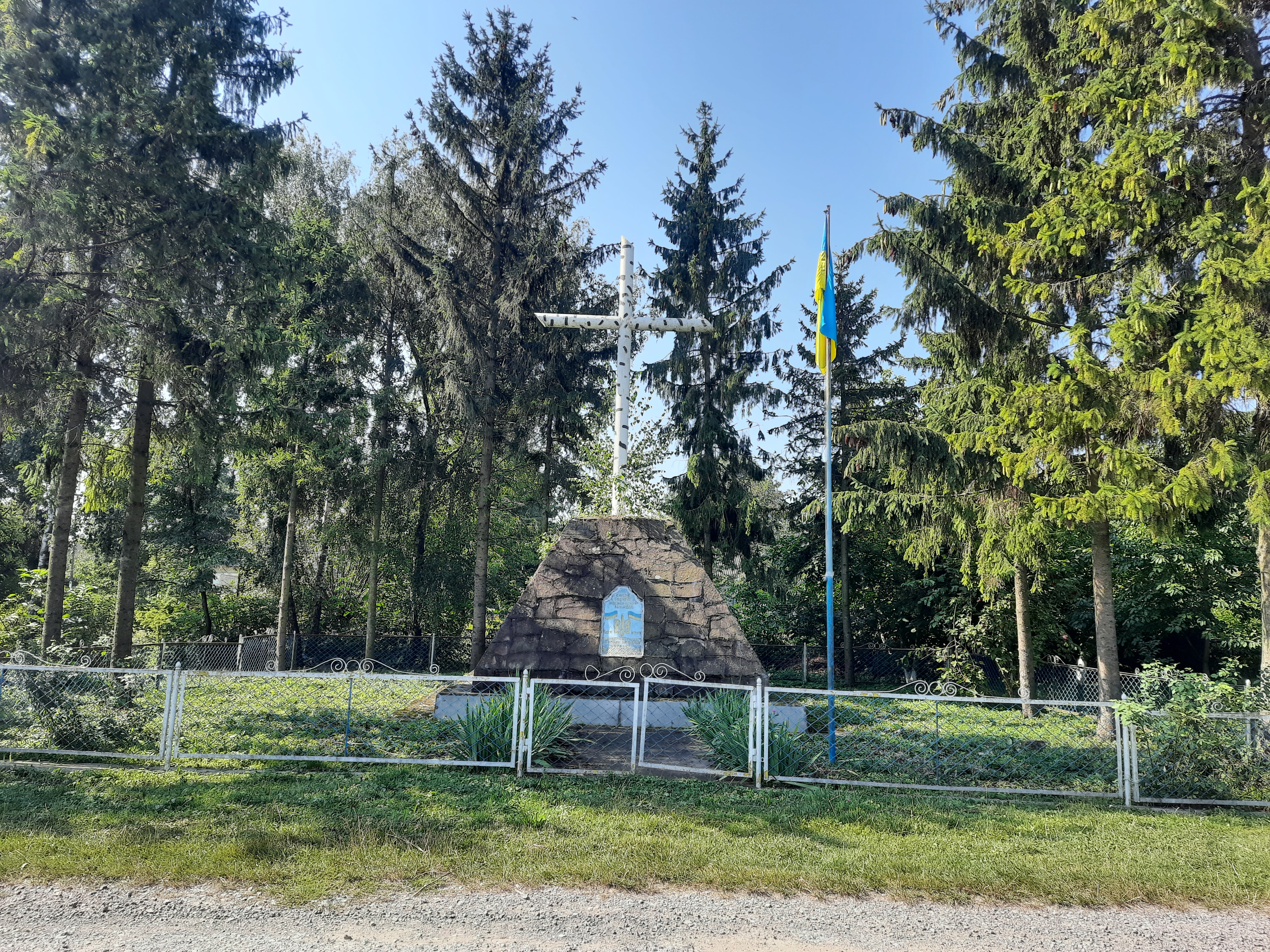
Символічна могила Борцям за волю України
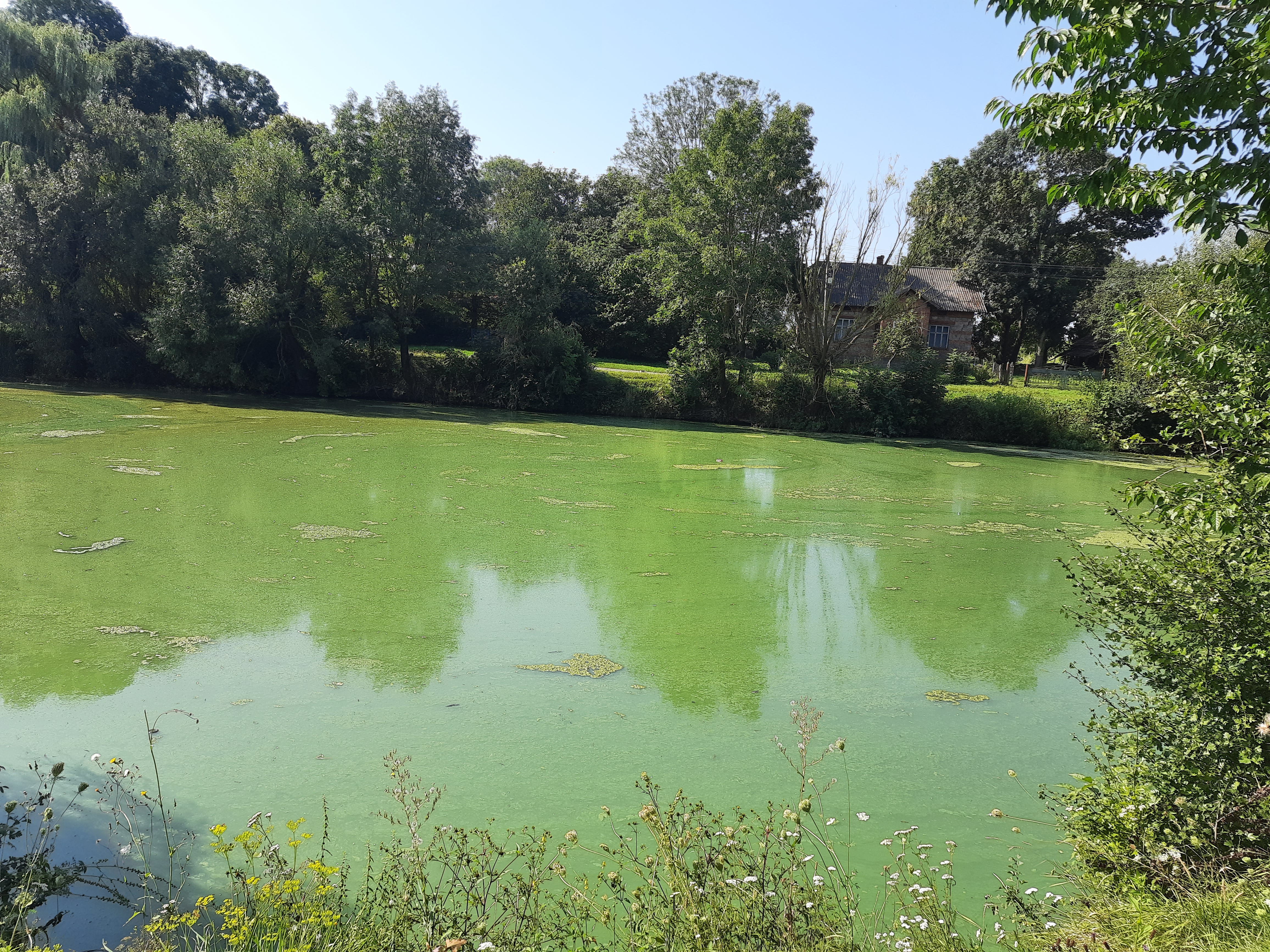
Ставок біля села